# テック右翼
テック右翼（テックうよく）またはテック右派（テックうは）、テックライト、テクノ・ファシズム、テクウヨとは、自由市場主義と技術革新を支持しながら、権威主義的な体制を支持する、もしくは反リベラル的な態度を取る政治的潮流である。

## 内容
カーティス・ヤーヴィンの民主主義を否定する「暗黒啓蒙」と呼ばれる国家論が源流であり、2020年代ごろからテクノロジー界の有力者に浸透し始めた。特に米国の右派は伝統的に自由主義・小さな政府を嗜好する傾向にあり、これがテック系と右翼との結びつきを強めているとされる。
イーロン・マスクのようにMAGAと親和的なテック右派もいれば、ナショナリズム・ポピュリズムの傾向が強いスティーヴン・バノンなど「MAGA右派」とは対立するテック右派も存在する。
ヤーヴィンは『日本経済新聞』のインタビューで、現代社会は、官僚機構による「ディープステート（闇の政府）」と、学術界とジャーナリズムの「カテドラル（大聖堂）」による支配体制が敷かれ、少数のエリートでルールをつくってきた寡頭政治であると答えている。またヤーヴィンは、NHKの単独インタビューにおいて「官僚組織は非効率的なだけでなく、国家運営の観点からもバカげたことをするほど有害になってしまう。動脈硬化のようなものだ。あらゆる組織がそうであるように、柔軟性が失われる。加齢とともに」とし、「官僚制度をすべて撤廃すべき」だと主張している。
また、かつてリベラルだった人物が反転してテック右翼へと転向する例も珍しくなく、有名な例ではイーロン・マスクや、バイデン政権を「検閲」「ディープステート」と批判し、政治観を反転させたマーク・ザッカーバーグや、トランプ政権を「世界に平和をもたらしてくれる」「偉大なリーダー」と絶賛し、DEIプログラムを廃止した孫正義などがいる。
政治学者である井上弘貴によると、テック右翼には2つの型があるとされる。
1. 自由主義型
ヘイトスピーチなどを含むあらゆる表現は表現の自由であり、規制されるべきではないと考える。また技術革新こそ第一であり、政府や行政による規制は最低限であるべきと主張する。故に規制緩和、税制優遇、反wokeを掲げており、人権や平等を重視する共産主義や、リベラリズムといった思想と対立する[2]。
2. 権威主義型
政府が強力な権限を持ち、産業や技術の育成を後押しすべきと考える。カーティス・ヤービンは「マンハッタン計画も強力な政府がうまく機能していた一例」とし、「会社全体がCEO（大統領）の指示で動く君主制」こそが望ましいと述べている[5]。また、歴史家のジャニス・ミムラは、テクノ・ファシズムは政府と産業界が積極的に結びつく新たな形態であり、国家が自由主義的な価値観を犠牲にして強硬な産業政策を主導することになるだろうと述べている[2]。